# Cofactor F430
El cofactor F430 es el grupo prostético de la enzima metil coenzima M reductasa. Es un tetrapirrol llamado corfina.
Esta enzima cataliza la liberación de metano en el paso final de la metanogénesis:
Solo se encuentra en arqueas metanógenas.

## Corfina en contexto
La naturaleza hace uso de múltiples tetrapirroles: los hemes, las clorofilas y cobalaminas. El cofactor F430 es el tetrapirrol más reducido que se encuentra en la naturaleza, con solo cinco enlaces dobles. Este particular derivado tetrapirrólico se denomina corfina.
Debido a su relativa falta de dobles enlaces conjugados, es amarillo, no del intenso color rojo-púrpura asociado con tetrapirroles más insaturados. También es el único tetrapirrol encontrado en la naturaleza que contiene níquel. El Ni(II) es demasiado pequeño para el sitio de unión N4 de la corfina, lo que causa que el macrociclo adopte una estructura "arrugada". Esta estructura fue deducida por cristalografía de rayos X y espectroscopía RMN.
El F430 aparece en concentraciones particularmente altas en arqueas que se piensa que se encuentran involucradas en metanogénesis inversa. Los organismos que promueven esta remarcable reacción contienen hasta el 7 % en peso de proteínas con níquel.